# SOFI
Sofía Toufa (13 de agosto de 1983), también conocida como SOFI (acrónimo de Some Other Female Interest), es una cantante griego-alemán que ha trabajado en solitario además de proporcionar su voz para artistas como deadmau5, Moguai y Savoy.
Toufa comenzó su carrera musical a los 13 años de edad a través de su grupo "Danacee", con la firma del sello discográfico alemán Def Jam. La banda ha colaborado con artistas como Destiny’s Child y Usher.
Más tarde, Toufa coreografió el video " Girlfriend" de Avril Lavigne y fue contratada para coreografear, cantar y bailar en su "Best Damn World Tour" de 2008.
En 2009, ella ha estado de gira por el mundo como una cantante de apoyo para Britney Spears en su tour "Circus 2009 World Tour".
Sofia también ha trabajado con Fall Out Boy, Will.I.Am, Butch Walker, Motley Crue, Tommy Lee, DJ Aero y Nelly Furtado.

## Discografía
Como artista principal
| Año                   | Título                             | Artistas colaboradores   | Álbum |
| --------------------- | ---------------------------------- | ------------------------ | ----- |
| 2011                  |                                    |                          |       |
| "Broken Souvenirs"    | Millions Like Us                   | Locked & Loaded : Part 1 |       |
| "Joyride"             | Millions Like Us & Foreign Beggars | Locked & Loaded : Part 1 |       |
| "Bring Out The Devil" | Skrillex & Kill The Noise          | Locked & Loaded : Part 2 |       |
| "Again Sometime?"     | Noisia                             | Locked & Loaded : Part 2 |       |
| 2013                  | "B*tch"                            | Tommy Lee                |       |
| 2014                  | "Middlefingah"                     | Nick Thayer & Tommy Lee  |       |

Como artista colaboradora
| Año                   | Título                | Artista principal                | Álbum               |
| --------------------- | --------------------- | -------------------------------- | ------------------- |
| 2010                  |                       |                                  |                     |
| "Sofi Needs A Ladder" | deadmau5              | 4X4=12                           |                     |
| "One Trick Pony"      | deadmau5              | 4X4=12                           |                     |
| "2 Ways"              | Methods Of Mayhem     | A Public Disservice Announcement |                     |
| "All I Wanna Do"      | Methods Of Mayhem     | A Public Disservice Announcement |                     |
| 2011                  | "Beat Of The Drum"    | Moguai                           | Beat Of The Drum    |
| 2012                  | "Under My Skin (DIY)" | Savoy                            | Under My Skin (DIY) |
| 2013                  | "The Rules"           | Tommy Lee & DJ Aero              | #MSND               |

- Datos: Q16222476